# Teknisk dykning
Teknisk dykning er en fællesbetegnelse for forskellige former for teknisk krævende dykning.
Der er ikke nogen entydig definition for teknisk dykning, men en definition der benyttes er dykning hvor det ikke er muligt for dykkeren at gå direkte til overfladen. Det et kan enten være på grund af fysiske barrierer, eller fordi dykkeren har brug for at lave et eller flere dekompressionsstop.
Da dykkeren ikke har mulighed for at gå til overfladen er der, af sikkerhedsgrunde, brug for at have backupudstyr i tilfælde af at det primære udstyr svigter.